# 粉嶺市
粉嶺市（英語：Fanling Town，代號N02）是香港北區區議會下轄的選區，1994年設立，1999年採用現名，2023年取消，前任區議員為民主黨成員黃凱盈。

## 範圍
選區位於聯和墟以南的粉嶺中心地帶，現時包括粉嶺中心、粉嶺圍、粉嶺樓、靈山村、璧峰路一帶的低密度住宅區、位於上水的掃管埔村、聯和墟周遭的安樂村、芬園警察宿舍、粉嶺花園以及瓏山1號。
與同屬北區區議會的鳳翠選區的格局一樣，由一個高密度大型屋苑（粉嶺中心）連同多個原居民單一氏族有關連的鄉郊村落（與粉嶺彭氏有關連的粉嶺圍、粉嶺樓及掃管埔）及低密度住宅區所組成。
與其相連的選區有祥華、粉嶺南、御太、石湖墟、天平西、皇后山與及聯和墟。投票站因應人口分佈而設有兩個，分別位於粉嶺公立學校及明愛粉嶺陳震夏中學。

## 沿革
1994年區議會選舉以前，粉嶺市選區範圍主要劃入聯和墟以及雙魚河選區，當中聯和墟以墟鎮為主，而雙魚河選區則包括遠至粉錦公路的多條鄕村。
1993年時任港督彭定康推行改革區議會，取消所有委任議席及雙議席選區，區議會全面實行單議席單票制，並且改由選區分界及選舉事務委員會制定區議會選區，選區數目隨人口改變而大幅增加，當中原有雙魚河選區依百和路以北劃為粉上選區。當時粉上選區包括屬於上水的掃管埔、上水名都、順欣花園、吉祥街的住宅區，九廣鐵路及粉嶺公路以北則包括多項公共設施及多個私人屋苑及鄉村，以及屬粉嶺的粉嶺圍、粉嶺公路以南的欣盛苑及其後入伙的華心邨、景盛苑、嘉福邨、嘉盛苑。選舉由鄉事派兼原雙魚河議員彭坤祥以1,373票打敗自由黨周鎮宇的644票。
1999年區議會選舉，因應北區人口增加，當中粉嶺公路以南劃為多個選區，而原本粉嶺公路以北位處粉上選區的粉嶺圍、掃桿埔及聯和墟選區的粉嶺名都、粉嶺中心、粉嶺樓、安樂村及綠攸軒歸入新設立的粉嶺巿選區，由於與粉嶺彭氏原居民居住的粉嶺樓相連的關係，聯和墟選區時任議員彭鏗然轉到本區參選，與同屬彭氏、來自粉嶺圍的原居民彭振聲爭奪這個新增議席，結果彭鏗然以90票差距勝出而連任。
2003年區議會選舉，因應區內人口變動，粉嶺名都劃入祥華選區，而綠悠軒劃入皇后山選區，而位於粉嶺公路以南的牽晴間及碧湖花園則劃入本區，議席由與黃成智及泛民主派友好的無黨派人士葉美好和時任議員彭鏗然爭奪，最終葉以1,755票多於彭的1,417票勝出。
2007年區議會選舉，競逐連任的葉美好及香港公民協會湯碧鳳和自由黨梁鉅淇參選，結果葉以六成得票擊敗另外兩位候選人。
2011年區議會選舉，議席分別由葉美好、曾於1999年參選落敗，後來加入民建聯的彭振聲、民主黨成員梁家裕以及曾協助工黨組黨工作的泛民主派人士張偉業競逐；其中梁更被指是受當時領導民主黨北區黨團的黃成智所指使，狙擊在過去任期內與黃逐漸交惡的葉。選舉期間本區更出現有多達150名選民被重覆編配到兩個票站，變相使這些選民可重覆投票。最終彭以約三成五的得票率奪得議席，而彭亦於任內退出民建聯。
2015年區議會選舉，原屬聯和墟選區的靈山村、芬園警察宿舍及粉嶺花園一帶劃入本區；而粉嶺公路以南的碧湖花園及牽晴間，則被編配至新劃的粉嶺南選區之內；導致本區成為以鄉郊村落及低密度住宅為主的選區。而在是次選舉中，彭振聲尋求連任，而新思維派出黃晉靈出戰此選區，最終彭以逾六成的得票率，擊敗黃當選。
2019年區議會選舉，瓏山1號由聯和墟選區編配至本區，選舉由競逐連任的彭振聲遇上民主黨成員黃凱盈挑戰；而上屆選舉在毗鄰的祥華選區競逐第二度連任失敗葉曜丞，亦選擇在此選區意圖東山再起。最終黃氏成功以900多票的差距成功擊敗彭當選，而葉曜丞只得290票。

## 歷屆議員
| 選區名稱 | 屆別           | 議員   | 政治聯繫 | 政治聯繫        |
| -------- | -------------- | ------ | -------- | --------------- |
| 粉上     | 1994年－1999年 | 彭坤祥 |          | 無黨籍          |
| 粉嶺市   | 2000－2003年   | 彭鏗然 |          | 無黨籍          |
| 粉嶺市   | 2004年－2007年 | 葉美好 |          | 無黨籍          |
| 粉嶺市   | 2008年－2011年 | 葉美好 |          | 無黨籍          |
| 粉嶺市   | 2012年－2015年 | 彭振聲 |          | 民建聯 → 無黨籍 |
| 粉嶺市   | 2016年－2019年 | 彭振聲 |          | 無黨籍          |
| 粉嶺市   | 2020年－2021年 | 黃凱盈 |          | 民主黨          |
| 粉嶺市   | 2022年－2023年 | 懸空   | 懸空     | 懸空            |

## 歷屆選舉結果
| 政党   | 政党         | 候选人    | 票数  | %     | ±      |
| ------ | ------------ | --------- | ----- | ----- | ------ |
|        | 新界社團聯會 | ①. 葉曜丞 | 290   | 5.94  | 不適用 |
|        | 民主黨       | ②. 黃凱盈 | 2,761 | 56.57 | 不適用 |
|        | 獨立         | ③. 彭振聲 | 1,830 | 37.49 | ▼25.45 |
| 多数票 | 多数票       | 多数票    | 931   | 19.07 | ▼6.82  |

| 政党   | 政党   | 候选人    | 票数  | %     | ±      |
| ------ | ------ | --------- | ----- | ----- | ------ |
|        | 新思維 | ①. 黃晉靈 | 826   | 37.06 | 不適用 |
|        | 民建聯 | ②. 彭振聲 | 1,403 | 62.94 | ▲27.42 |
| 多数票 | 多数票 | 多数票    | 577   | 25.89 | ▲22.22 |

| 政党   | 政党   | 候选人    | 票数  | %     | ±      |
| ------ | ------ | --------- | ----- | ----- | ------ |
|        | 民主黨 | ①. 梁家裕 | 928   | 24.15 | 不適用 |
|        | 獨立   | ②. 張偉業 | 1,224 | 31.85 | 不適用 |
|        | 民建聯 | ③. 彭振聲 | 1,365 | 35.52 | 不適用 |
|        | 獨立   | ④. 葉美好 | 326   | 8.48  | ▼47.45 |
| 多数票 | 多数票 | 多数票    | 141   | 3.67  | ▼26.38 |

| 政党   | 政党     | 候选人    | 票数  | %     | ±      |
| ------ | -------- | --------- | ----- | ----- | ------ |
|        | 獨立     | ①. 葉美好 | 1,334 | 59.93 | 不適用 |
|        | 公民協會 | ②. 湯碧鳳 | 227   | 10.20 | 不適用 |
|        | 自由黨   | ③. 梁鉅淇 | 665   | 29.87 | 不適用 |
| 多数票 | 多数票   | 多数票    | 669‬   | 30.05 | 不適用 |

| 政党   | 政党   | 候选人    | 票数  | %     | ±      |
| ------ | ------ | --------- | ----- | ----- | ------ |
|        | 獨立   | ①. 彭鏗然 | 1,417 | 44.67 | 不適用 |
|        | 獨立   | ②. 葉美好 | 1,755 | 55.33 | 不適用 |
| 多数票 | 多数票 | 多数票    | 338   | 10.66 | 不適用 |

| 政党   | 政党   | 候选人    | 票数 | %     | ±      |
| ------ | ------ | --------- | ---- | ----- | ------ |
|        | 獨立   | ①. 彭振聲 | 852  | 47.49 | 不適用 |
|        | 獨立   | ②. 彭鏗然 | 942  | 52.51 | 不適用 |
| 多数票 | 多数票 | 多数票    | 90   | 5.02  | 不適用 |

| 政党   | 政党   | 候选人 | 票数  | %     | ±      |
| ------ | ------ | ------ | ----- | ----- | ------ |
|        | 獨立   | 彭坤祥 | 1,373 | 68.07 | 新選區 |
|        | 自由黨 | 周鎮宇 | 644   | 31.93 | 新選區 |
| 多数票 | 多数票 | 多数票 | 729   | 36.14 | 新選區 |